# Jean-Baptiste Greuze
Jean-Baptiste Greuze (Tournus, 21 de agosto de 1725 - Paris, 4 de março de 1805) foi um pintor da França.

## Vida
Iniciou seus estudos com Grandon, que persuadiu o pai de Greuze a permitir que seu filho seguisse a carreira artística e acompanhá-lo a Lyon, mudando-se depois para Paris. Ali trabalhou com modelo vivo na escola da Academia Real. Logo seu talento chamou a atenção de La Live de Jully, irmão da Madame d'Epinay. Em 1755 realizou um trabalho que, apresentado por Jean-Baptiste Pigalle, lhe valeu o ingresso na Academia. No mesmo ano viajou para a Itália, mas a temporada lá parece ter sido de pouca utilidade.
A partir de 1759 sua reputação se consolidou, mas seu diploma na Academia tardava a se conferido. Desejava o título de pintor histórico, mas a Academia o recebeu como pintor de gênero. Inconformado, parou de mandar peças para o Salão, mas sua fama crescia e ele enriqueceu. Depois da Revolução Francesa, enfrentou dificuldades, e morreu na pobreza.
Aclamada como sua obra-prima, Noiva da Aldeia (1760), tela que retrata uma cena da vida familiar do povo, pertence ao acervo do Museu do Louvre, em Paris. Contrastando com as primeiras pinturas de gênero, a obra tem um caráter planejado e teatral derivado das narrativas burlescas de Hogarth. Greuze ilustra o evangelho social do Iluminismo e apela para o senso moral do espectador.
Hoje ele é lembrado pelo seu talento no domínio da linha e das cores, conseguindo belos efeitos de atmosfera e sensualidade, e seu estilo foi imitado por vários discípulos com sucesso após sua morte.

## Galeria

Obras de Jean-Baptiste Greuze
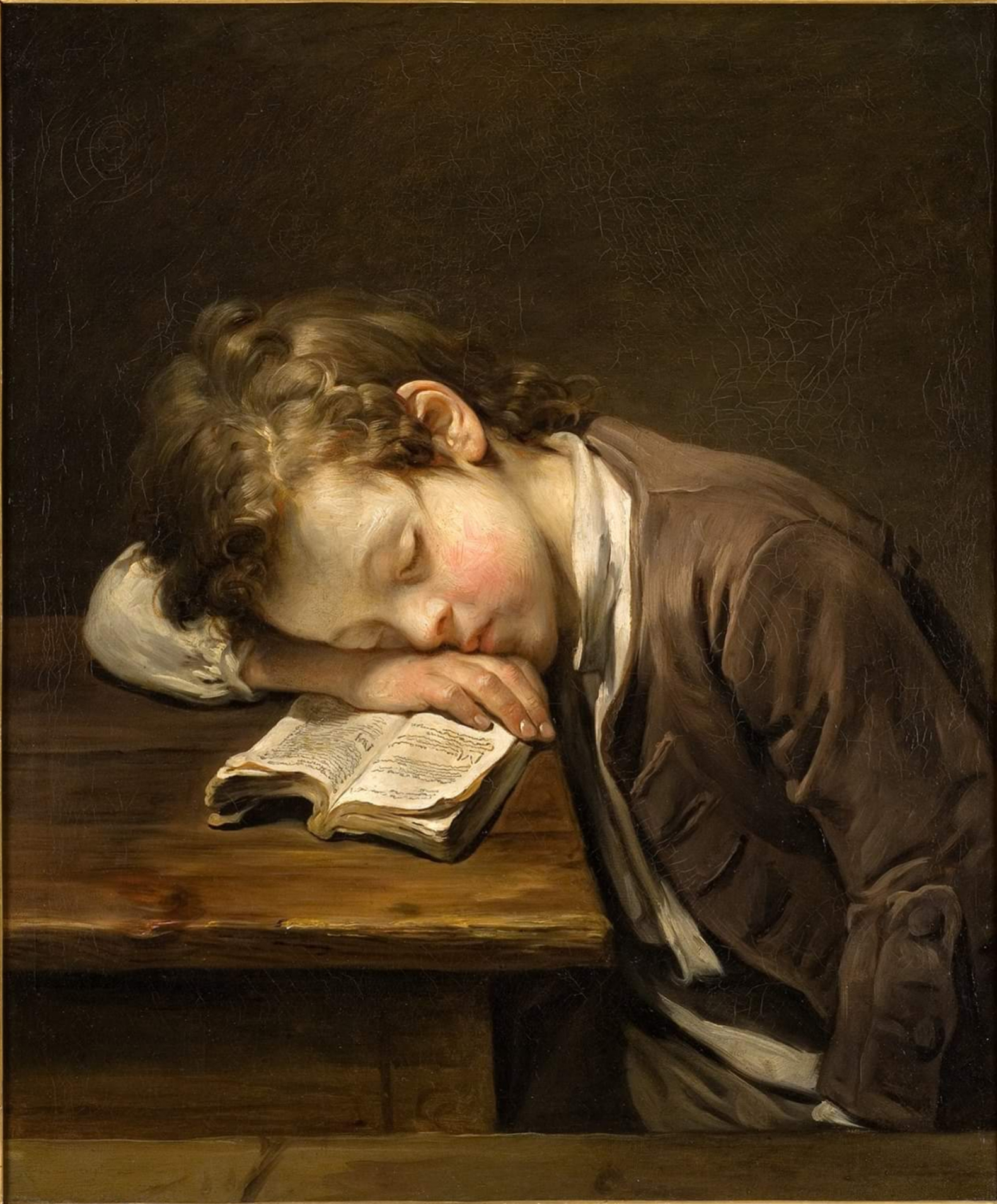
O menino preguiçoso, 1755
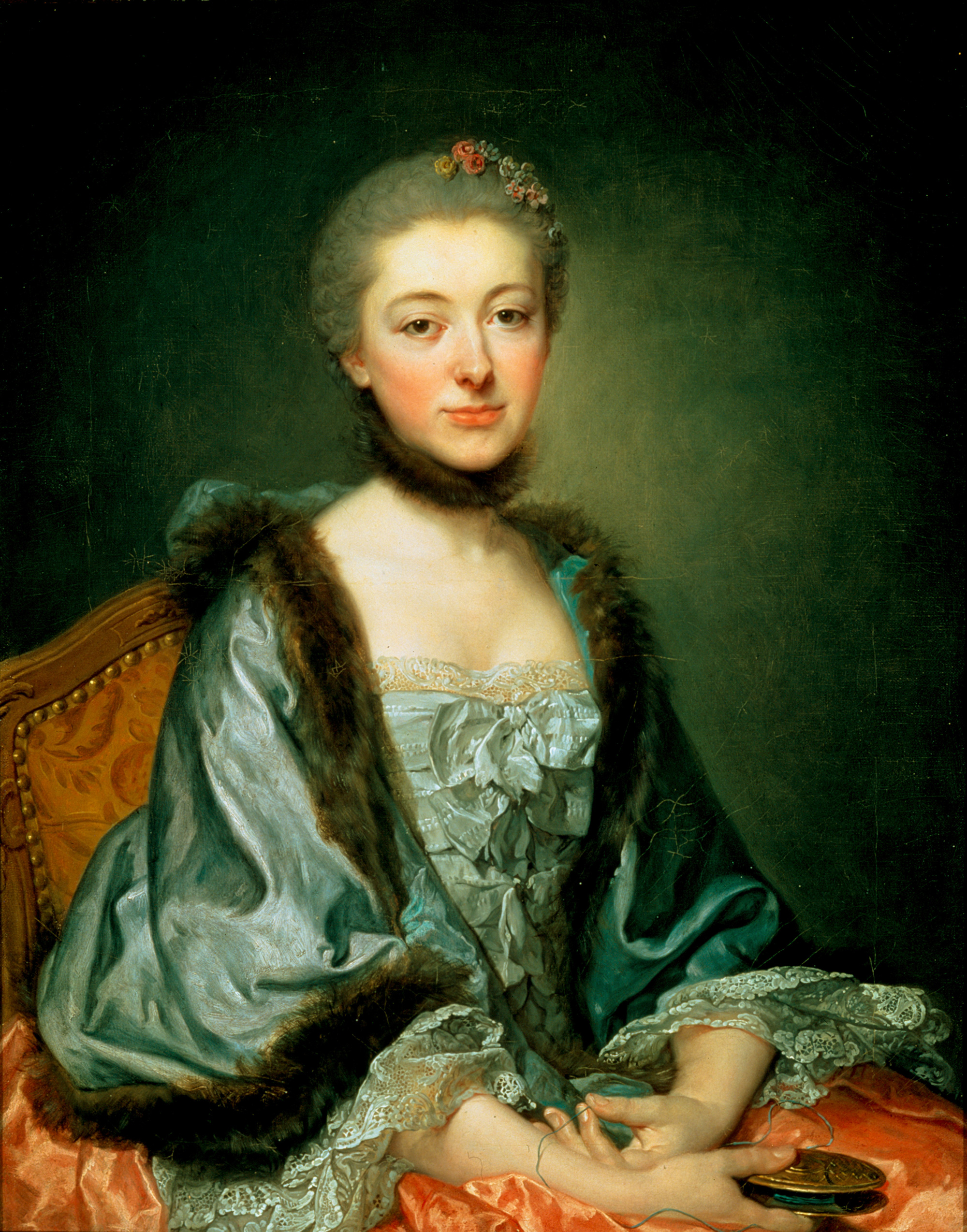
Mme Georges Gougenot de Croissy , nascida Vïrany de Varennes, 1757
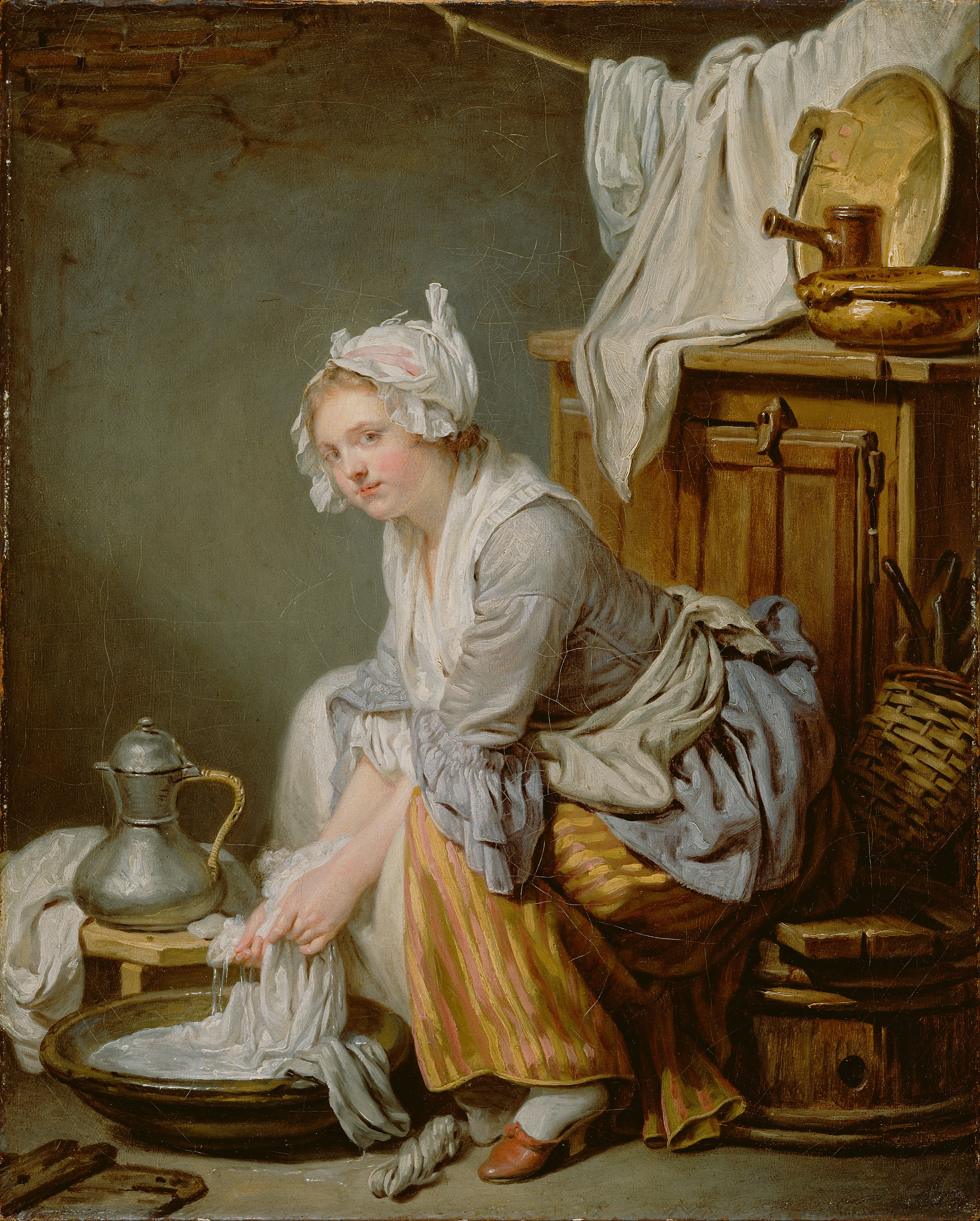
The Laundress (La Blanchisseuse), 1761
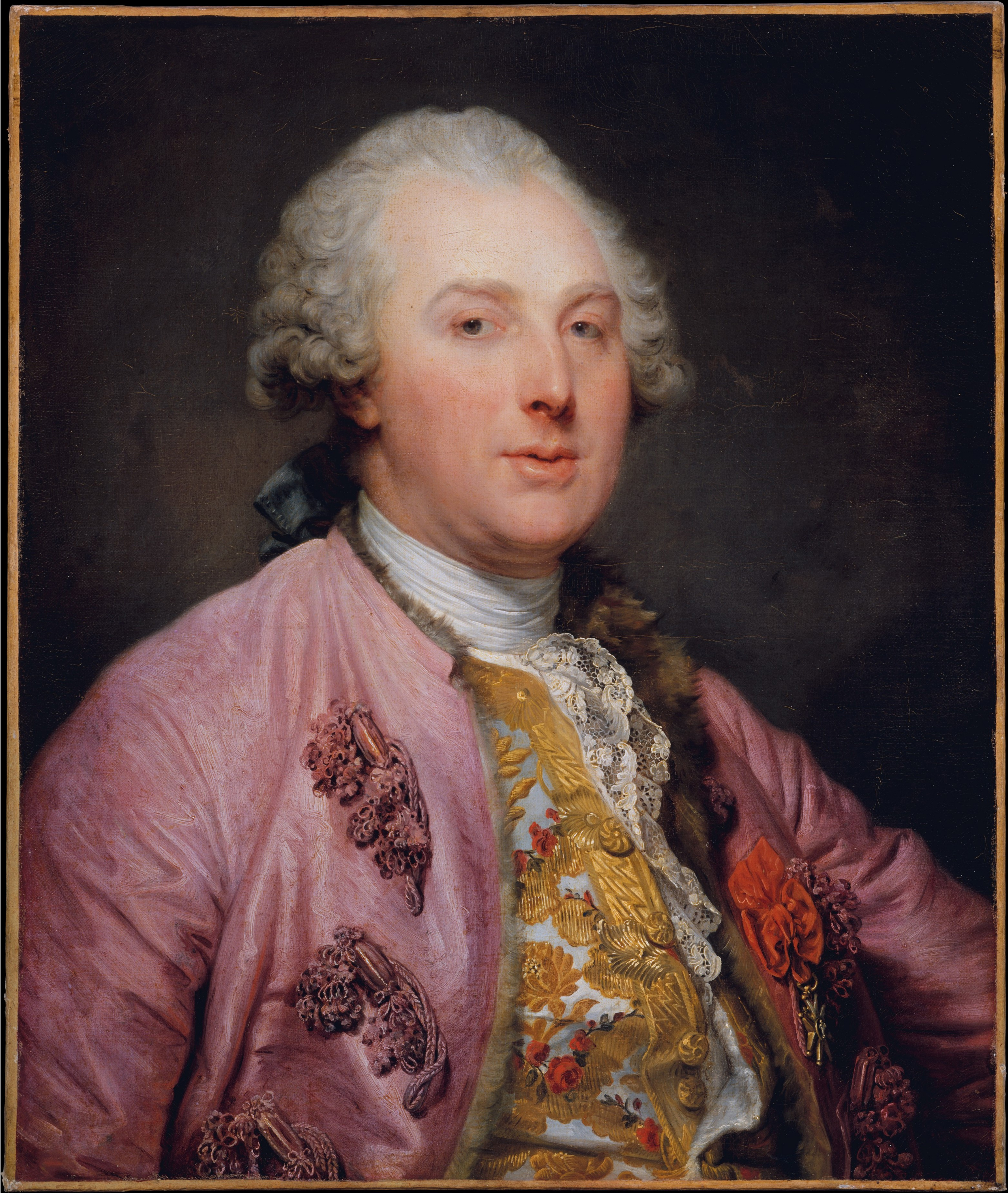
Comte d'Angiviller, 1763
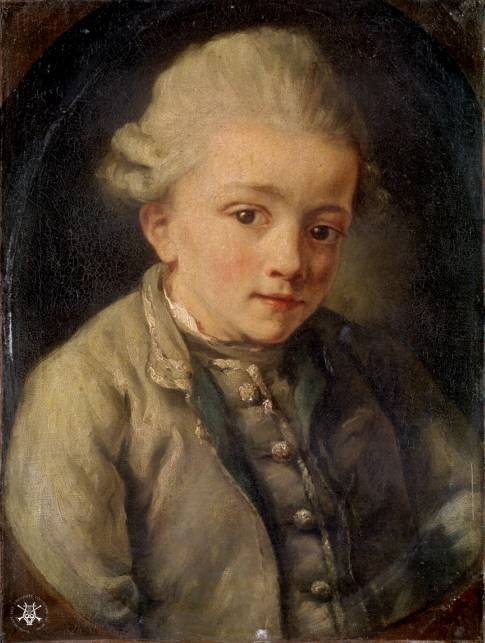
W. A. Mozart, 1763–64. Yale University
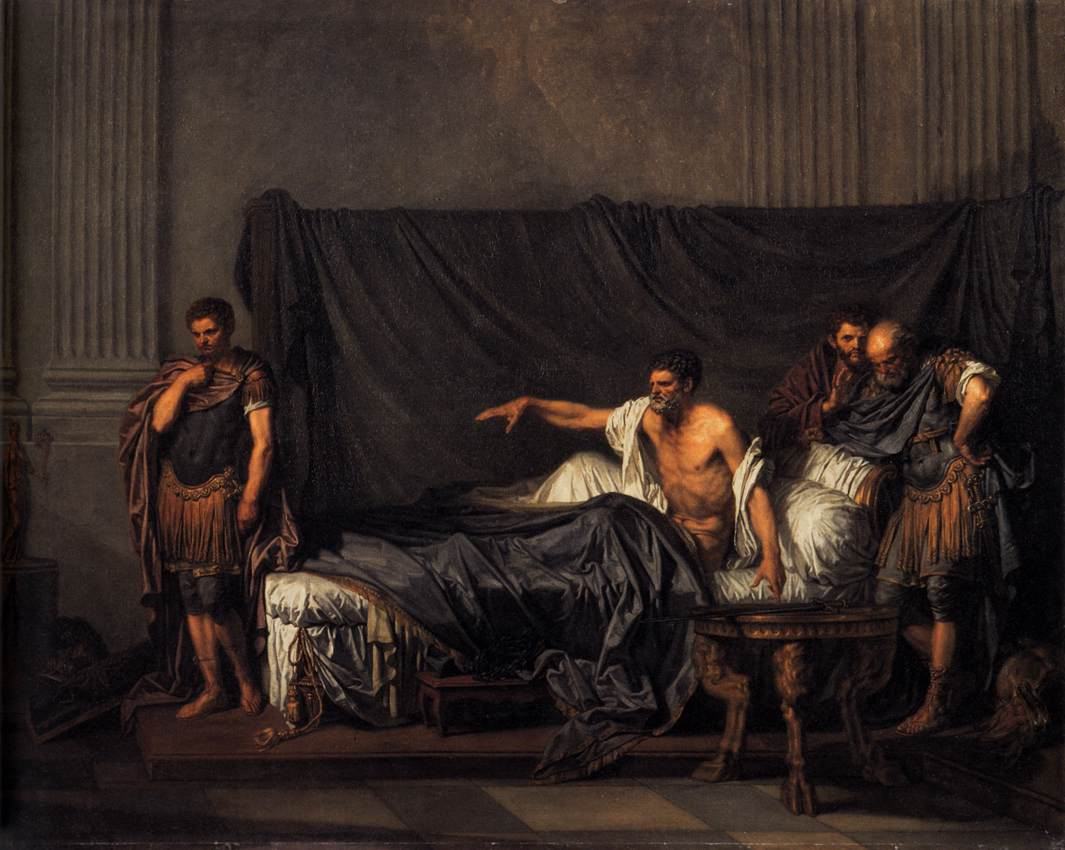
Septime Sévère et Caracalla. 1769, Louvre
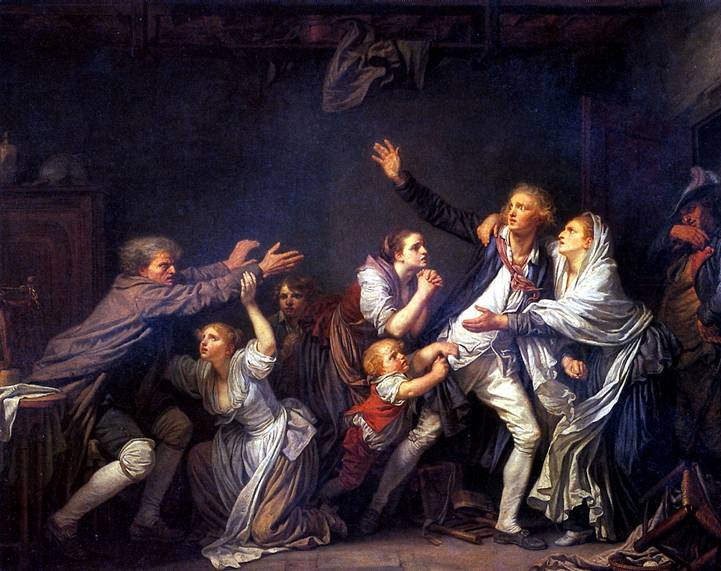
A Maldição do Pai, 1770
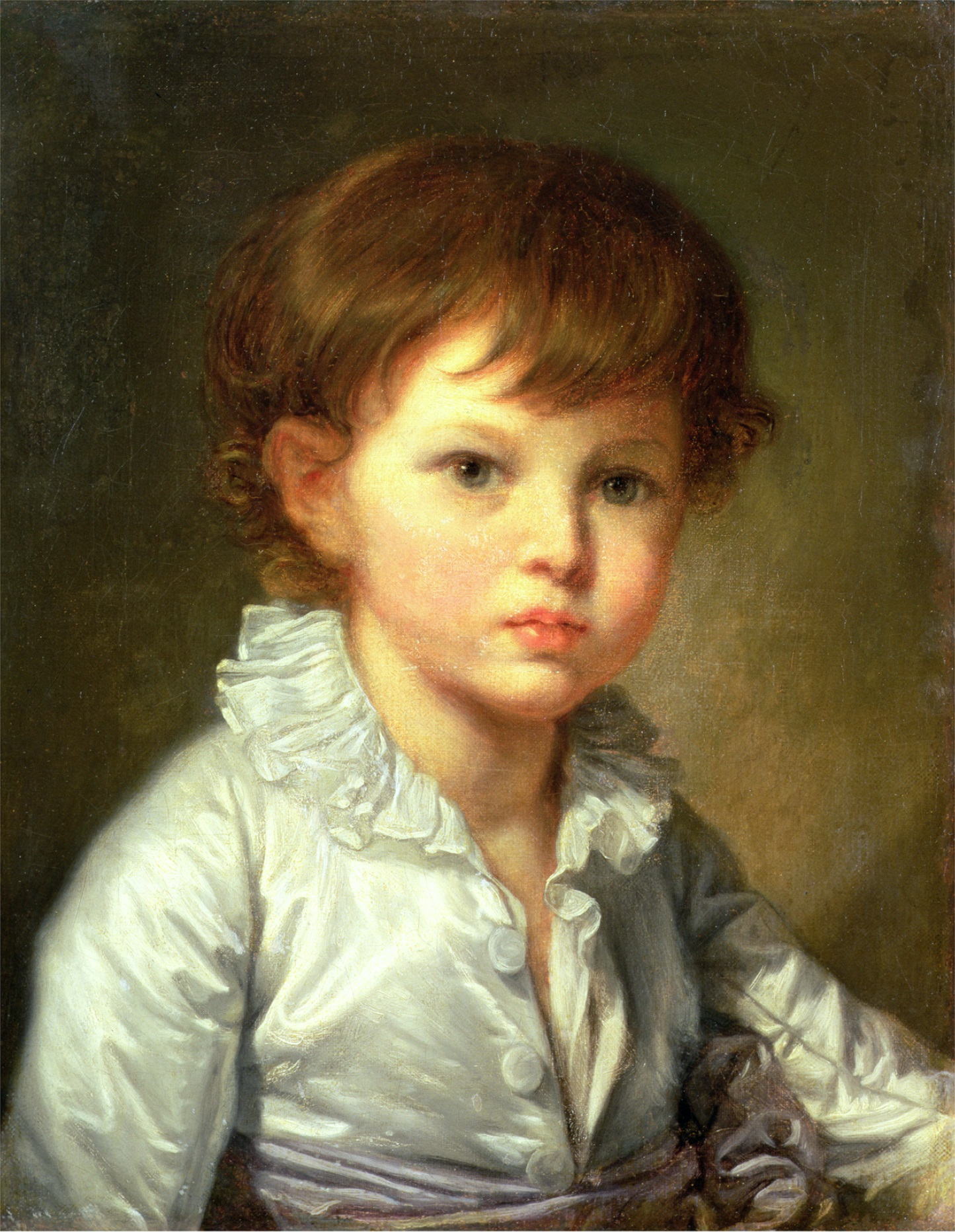
Retrato do conde Stroganov quando criança, 1778
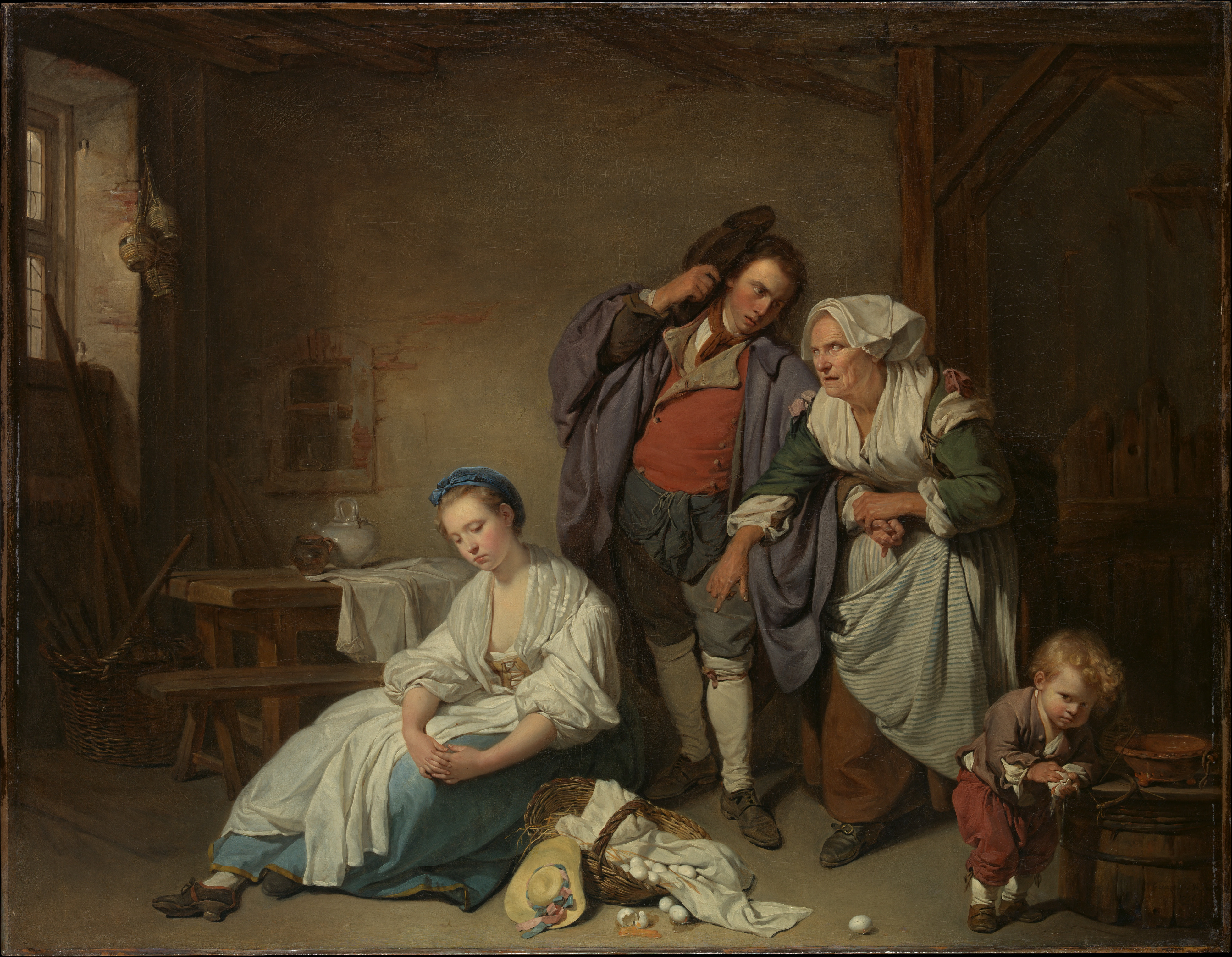
Ovos Quebrados, 1756, Museu Metropolitano de Arte
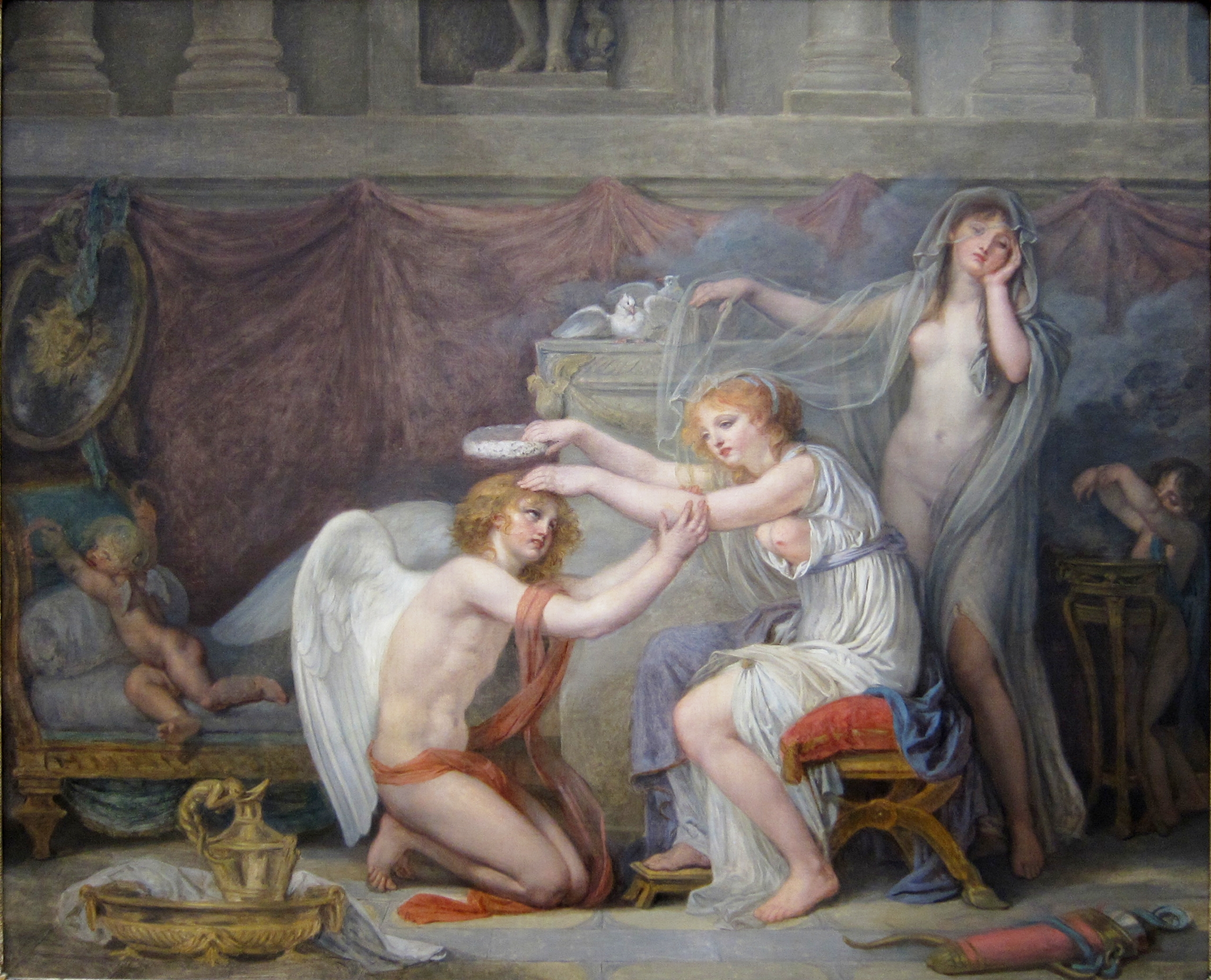
Cupido Coroado por Psique, 1785-1790
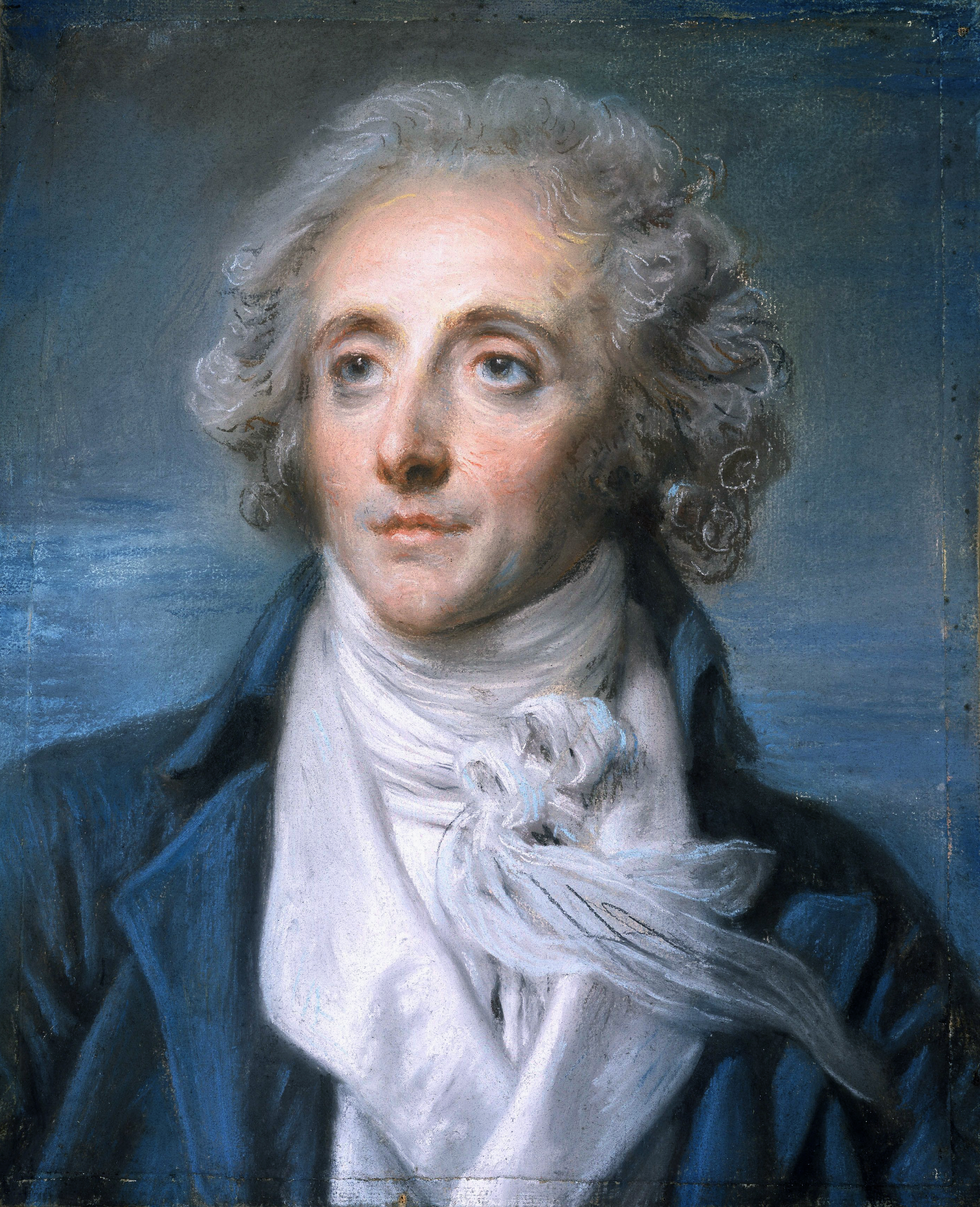
Nicolas-Pierre-Baptiste Anselme, c. 1790
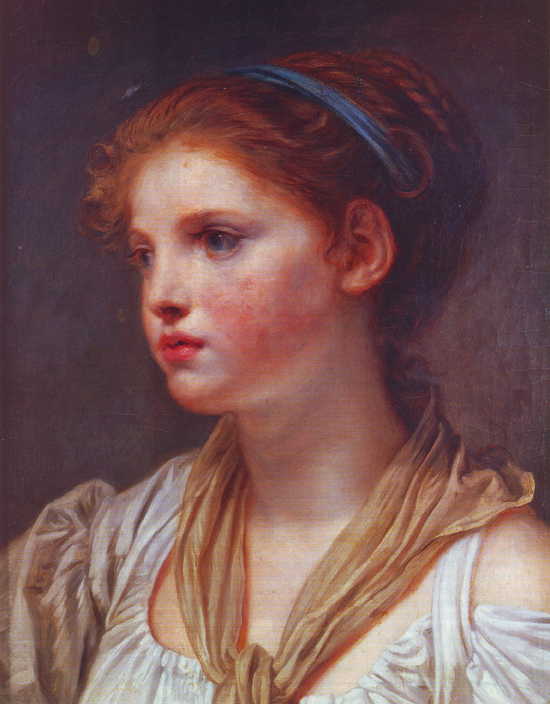
Jovem garota com fita azul , segunda metade do século 18
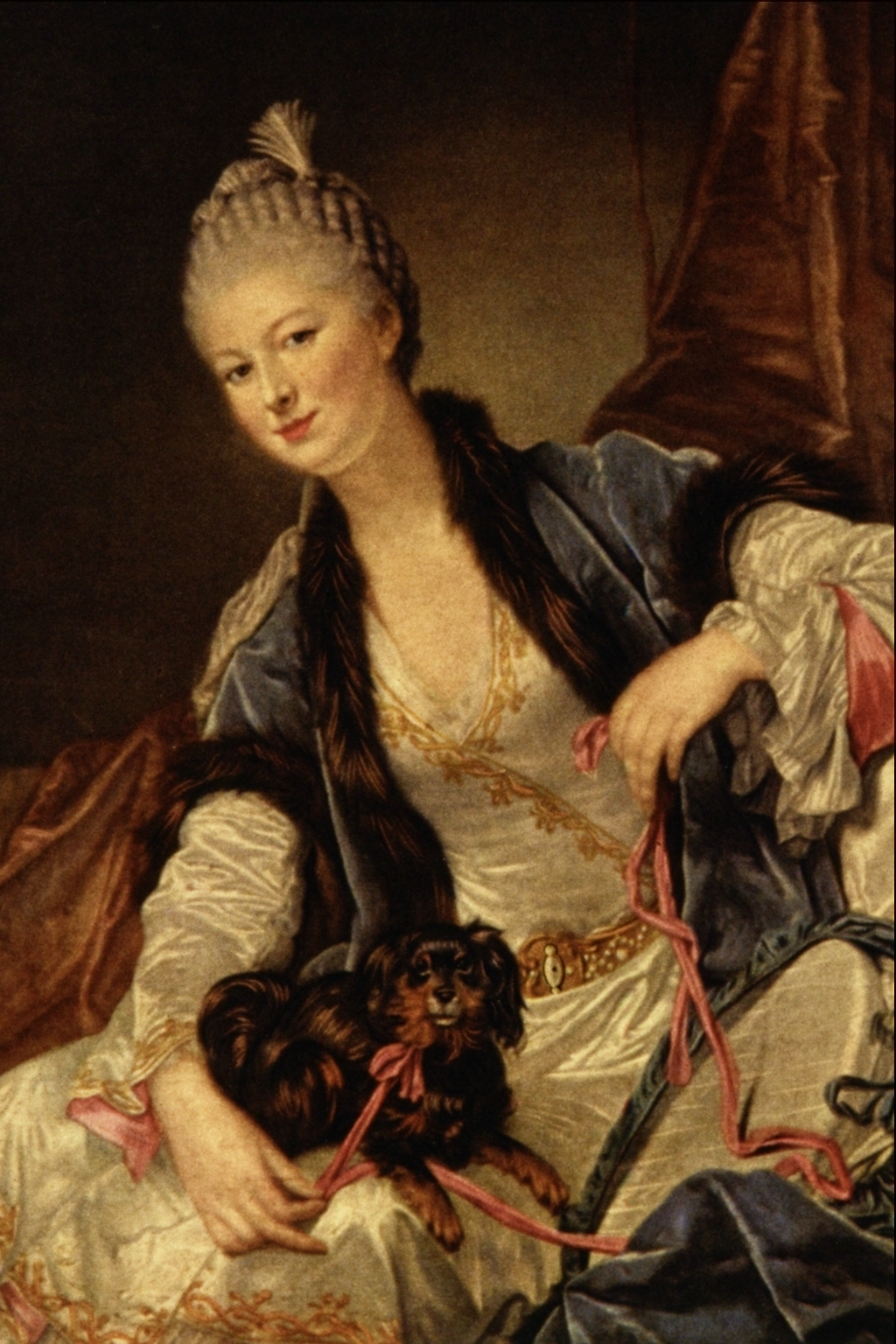
Retrato da Marquesa de Chauvelin, data desconhecida
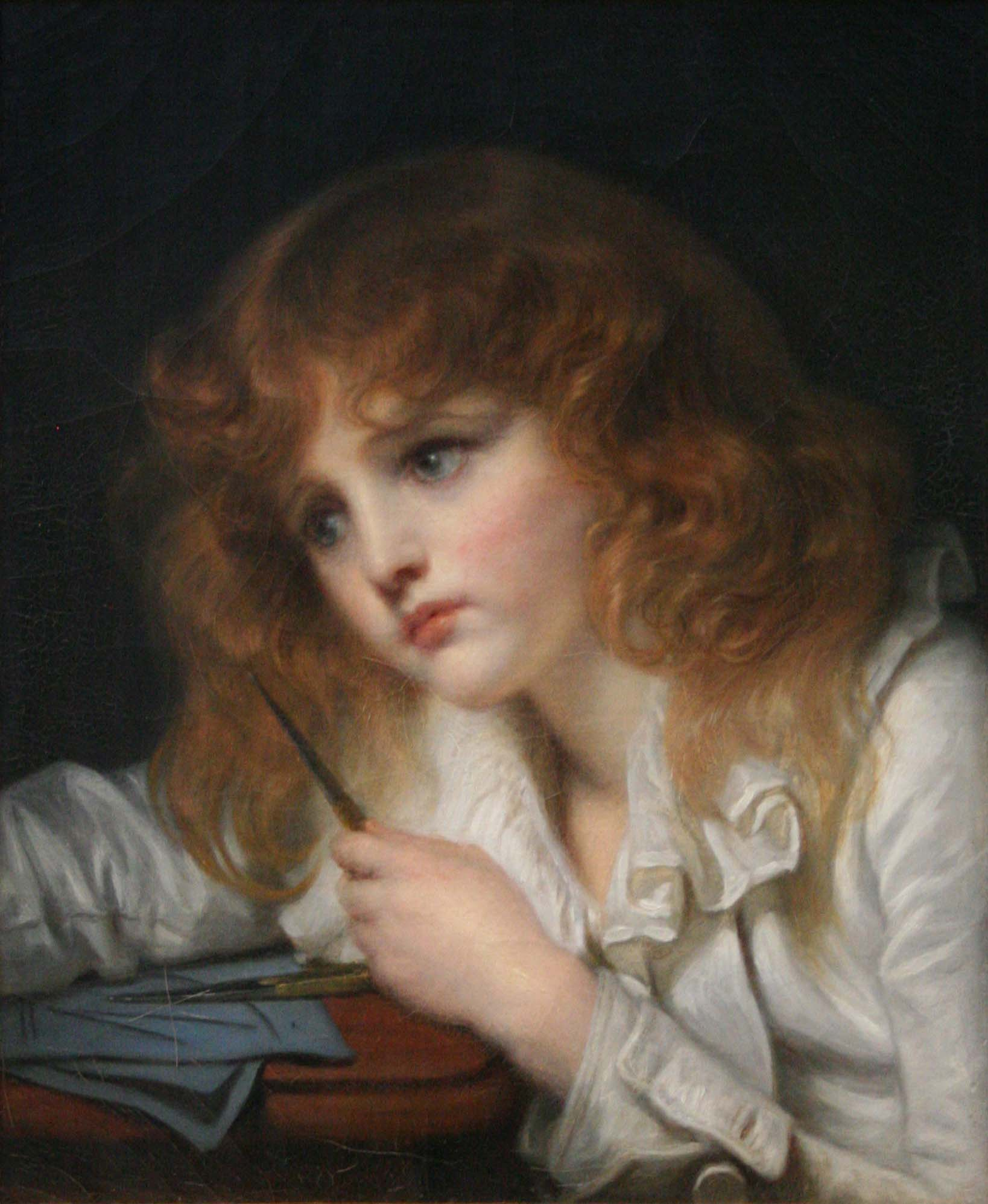
Le petit mathématicien ou O jovem matemático, data desconhecida
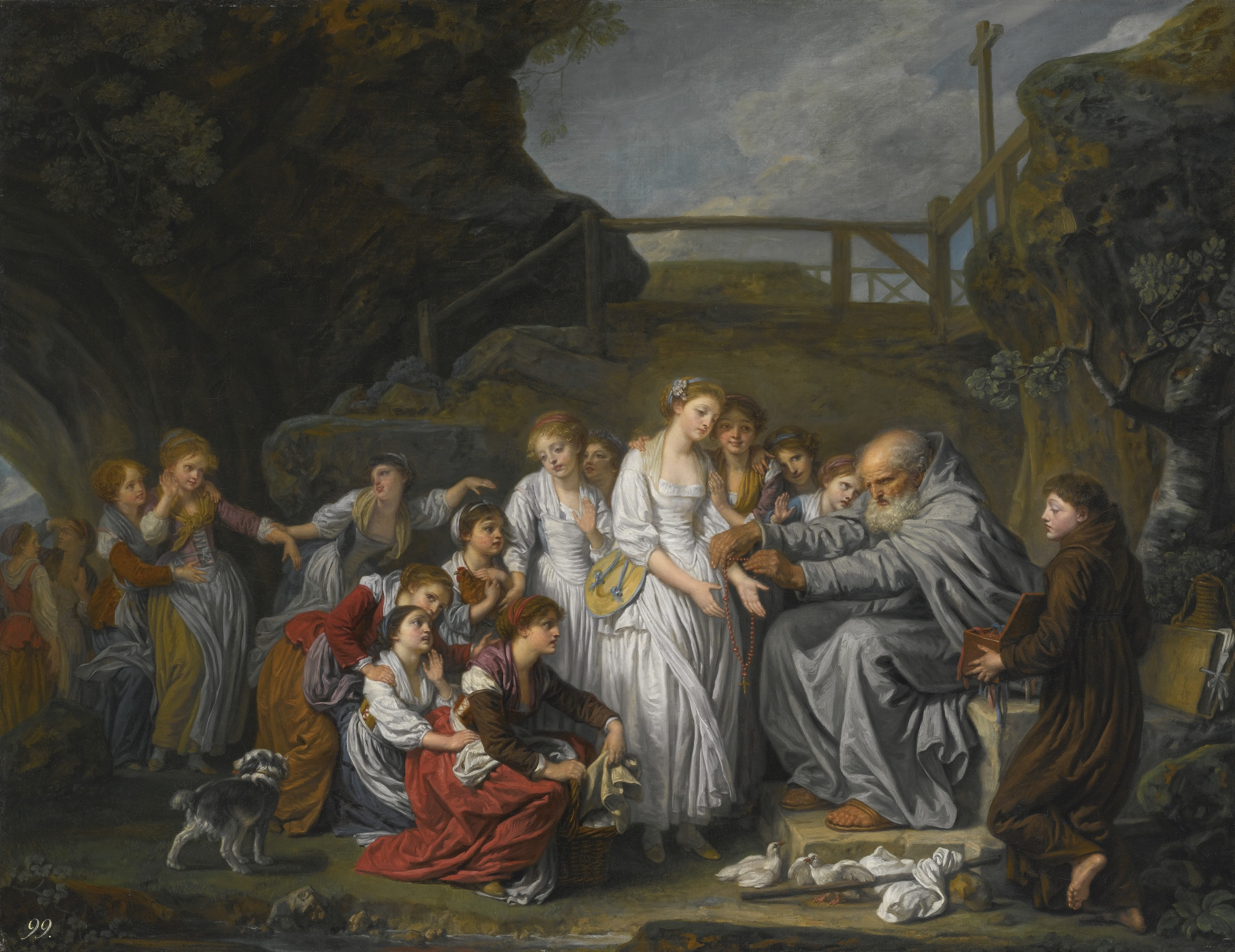
O eremita ou distribuidor de rosários, data desconhecida